# Dol Amroth

Wapenschild van Dol Amroth

In J.R.R. Tolkiens Midden-aarde is Dol Amroth een stad en prinsdom gelegen aan de Baai van Belfalas en ten westen van de Heuvels van Tarnost. Het was tijdens de Oorlog om de Ring een van de belangrijkste steden van Gondor.

## Geschiedenis
Dol Amroth werd ergens aan het begin van het eerste millennium van de Derde Era gesticht door Galador. Galadors grootvader, Adrahil I, was een kapitein in het leger van Odroher en vocht mee tegen de Wagenrijders die toentertijd Gondor teisterden. De vroege geschiedenis van Dol Amroth is wat onzeker, maar er zijn aanwijzingen dat Adrahil al een prins was; van Dor-en-Ernil. Adrahils zoon, Imrazôr de Númeroreaan, leefde in Belfalas nabij de elfenhaven Edhellond en nam een elf, Mithrellas, tot vrouw. Van hem komt de bewering dat de prinsen van Dol Amroth elfenbloed door hun aderen hebben stromen. Imrazôr verging op zee.
Na Imrazôrs dood stichtte zijn zoon Galador Dol Amroth ten zuiden van Edhellond aan de inham van Cobas Haven. Daar zou het dienen als verdedigingsfort om de provincies Anfalas en Belfalas te beschermen tegen kapers. In de stad staat de Tirith Aear (wat zoiets als 'Waakzaamheid gericht op zee' betekent) van waaruit men de zee in de gaten kan houden. De naam Dol Amroth is afgeleid van de voormalige koning van Loriën, Amroth, die in 1981 op het water om het leven kwam. Dol komt van heuvel, wat niet vreemd is aangezien Dol Amroth gevestigd is op een heuvel.
Tijdens de Oorlog om de Ring kwam Imrahil, toenmalig prins van Dol Amroth, zelf naar Minas Tirith met een compagnie ridders te paard en 700 man voetvolk om zo de verdediging van de stad te versterken. Imrahil zou zelf ook een tijdje het commando over de stad overnemen omdat Faramir zwaargewond was geraakt, Denethor zichzelf had verbrand en Aragorn de tijd nog niet rijp achtte om zijn koningschap te laten gelden. Na de oorlog bleef hij adviseur van Aragorn Elessar en zou worden opgevolgd door zijn zoon Elphir.